# Jack Gilmore
Jack Gilmore – amerykański informatyk.
Z wykształcenia inżynier lotniczy, pracownik MIT, napisał w 1951 roku pierwszy asembler dla maszyny Whirlwind I. Napisał także szereg programów narzędziowych dla komputera TX-O, w tym program FIND, wyszukujący inne programy wedle słów kluczowych. W 1957 roku napisał eksperymentalny program Scope Writer wykorzystujący pióro świetlne, później zaadaptowany dla komputera TX-2 w urządzeniu nazwanym Lincoln Writer, które pozwalało na użycie symboli matematycznych i znaków alfabetu greckiego.